# Öbackaparken

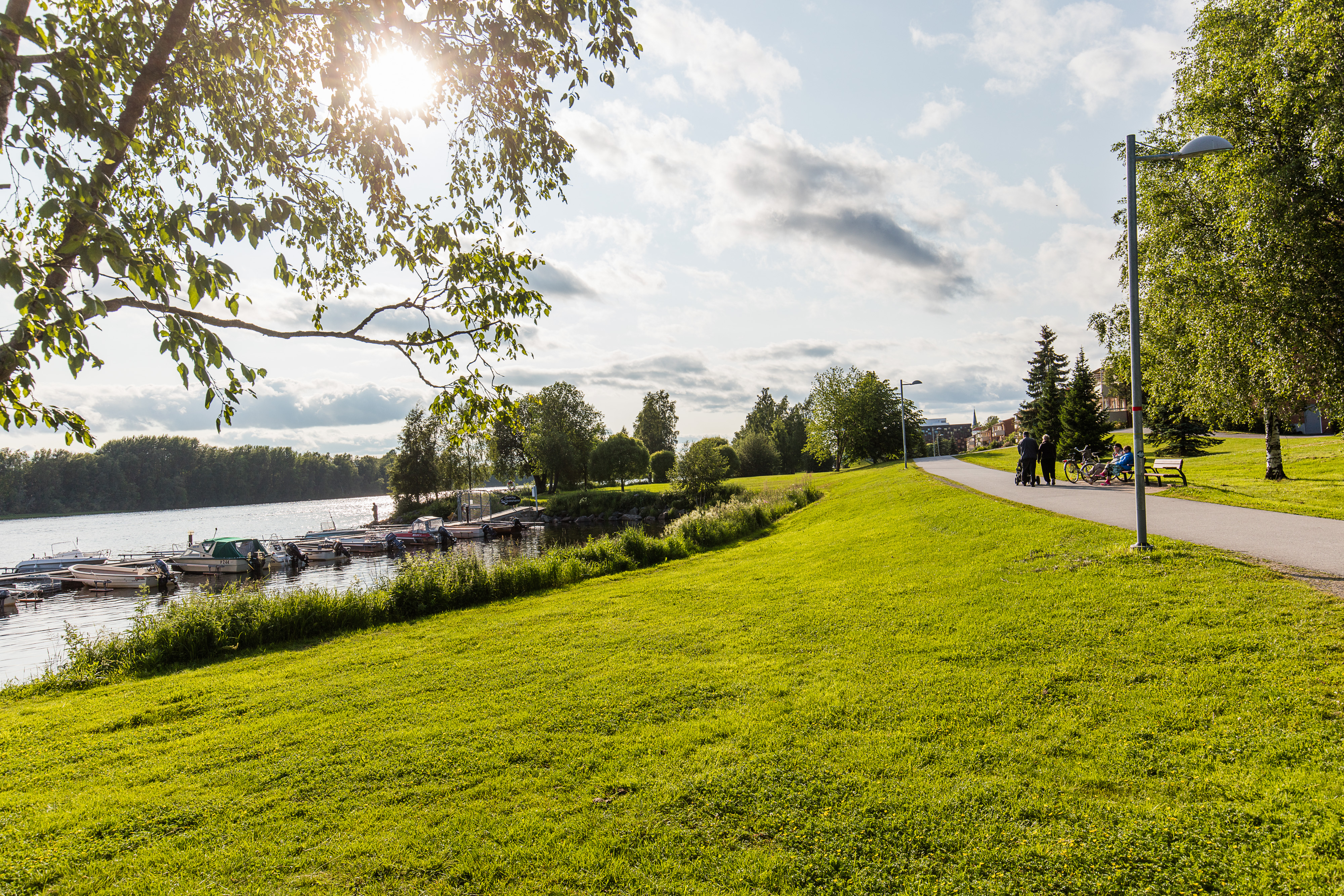
Öbackaparken vid Öbacka småbåtshamn.

Öbackaparken är ett grönområde vid Umeälven i Umeå, som sträcker sig från Konstnärligt campus strax söder om centrum till älvkröken sydväst om sjukhusområdet – mitt emot Ön. Delar av parken var, liksom bostadsområdet Öbacka, under 1900-talets första hälft ett industriområde. 
Parken består till större delen av gräsmattor, några glest placerade träd, samt på senare tid utplacerade konstverk. Två bäckar (Djupbäcken och Sandbäcken) har sina utlopp i parken. Genom parken går Strandpromenaden (kommunen räknar Öbackaparken som en del av Strandpromenaden). 
I den östligaste delen av parken byggdes åren 2010–2016 det nya bostadsområdet Öbacka strand, där man återställt Djupbäckens utlopp och därigenom "räddat" en del av parkområdet.

## Fler bilder från Öbackaparken

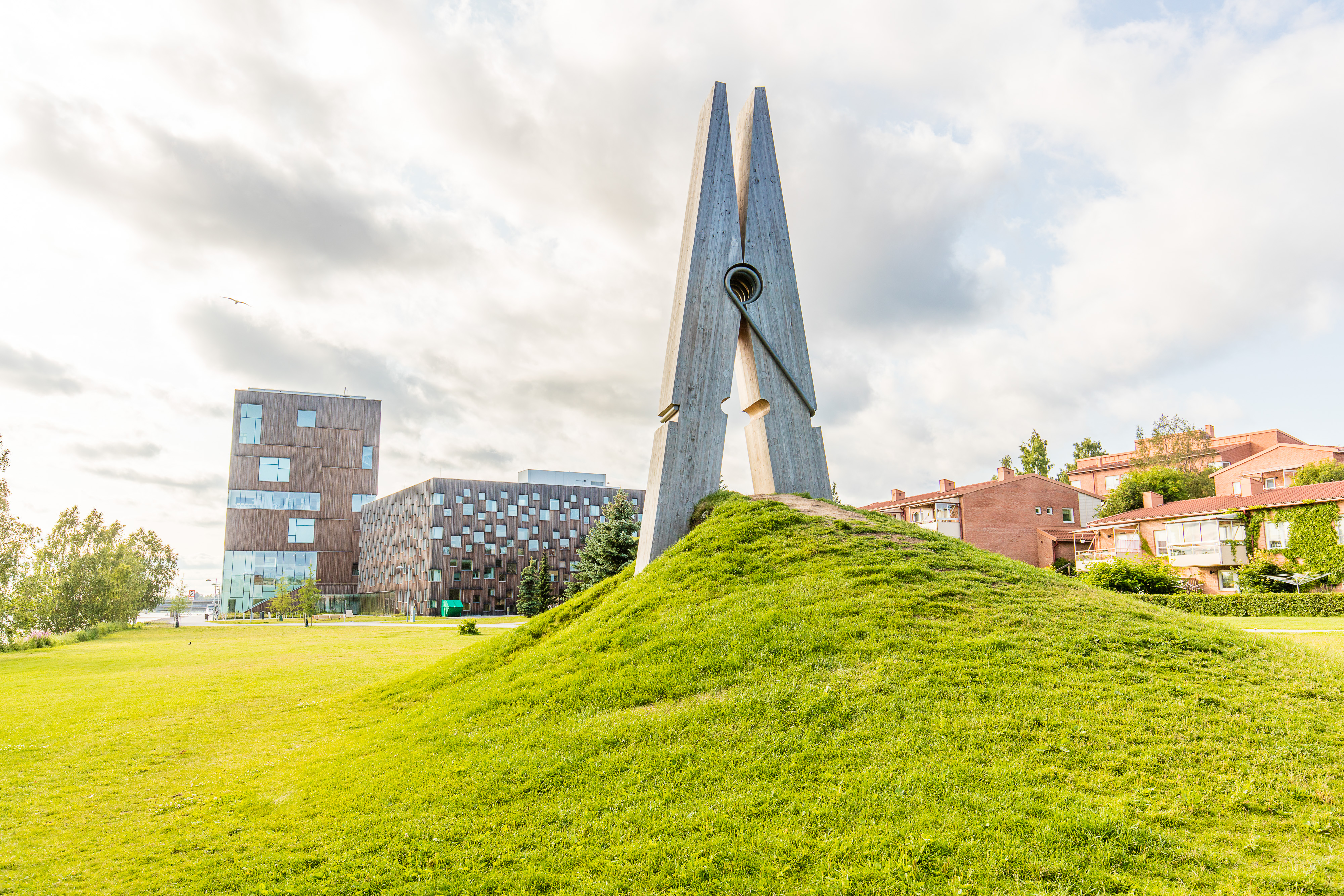
Skin 4 av Mehmet Ali Uysal.
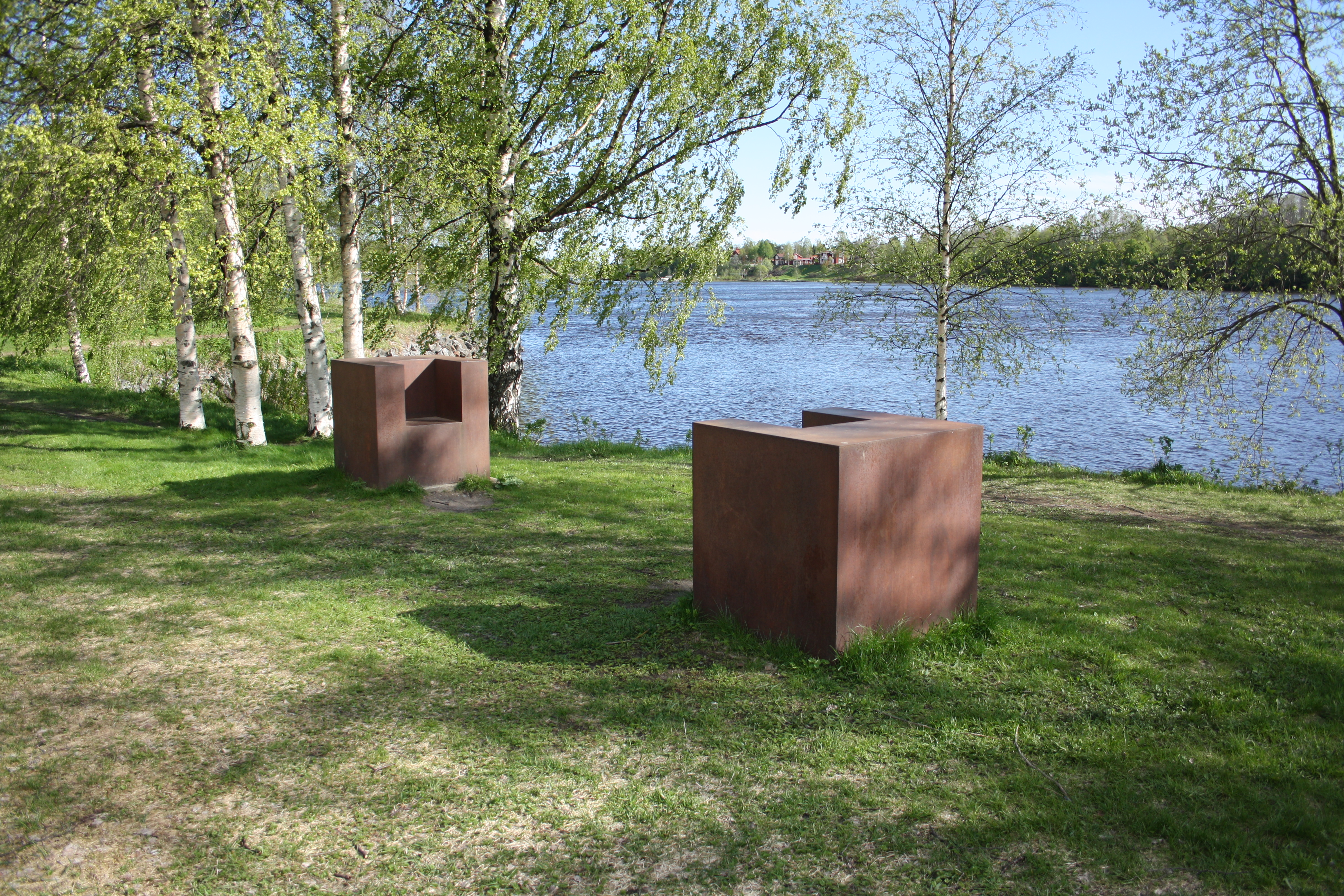
2 x 3² Cube av Cristos Gianakos.
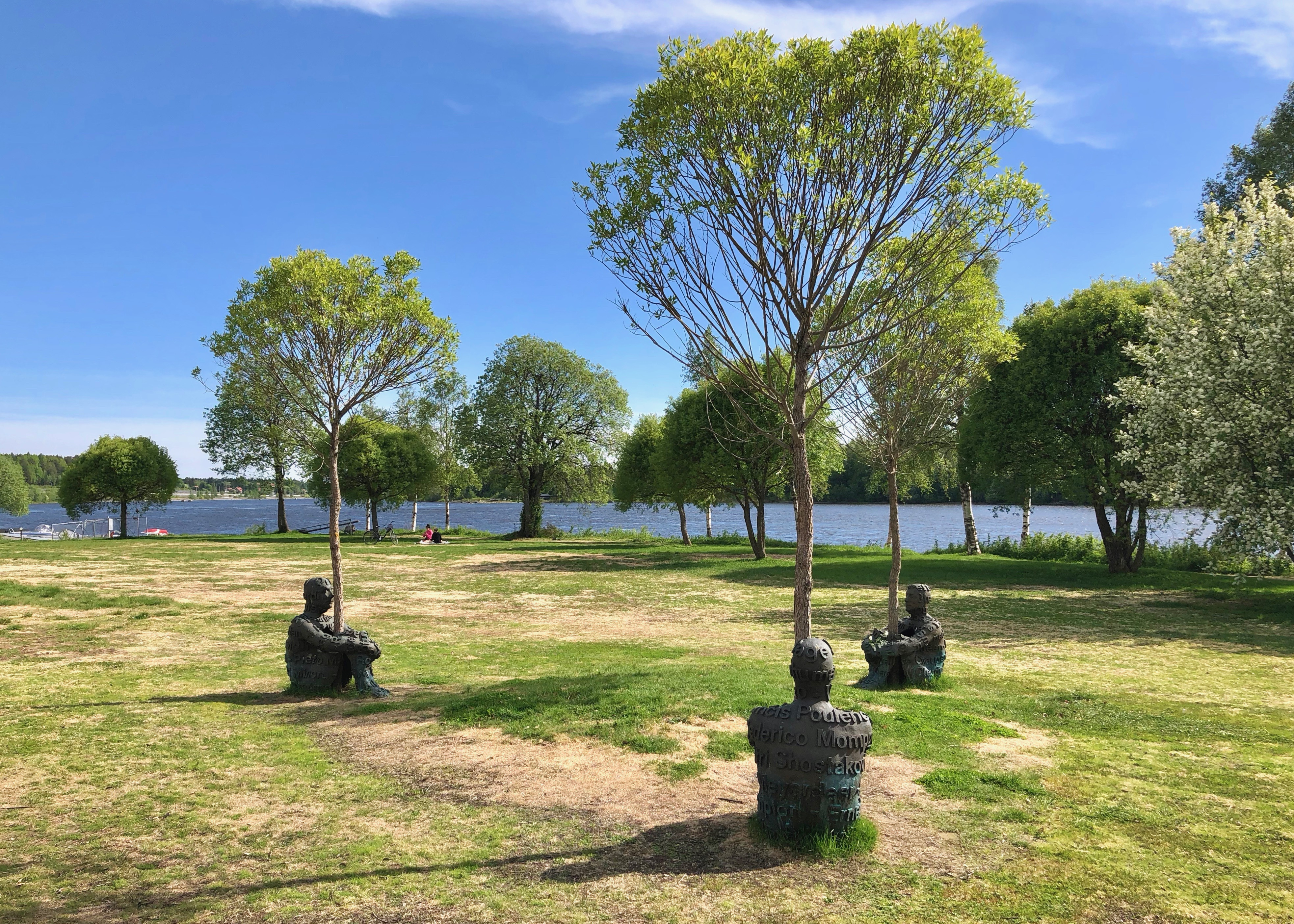
Heart of Trees av Jaume Plensa.
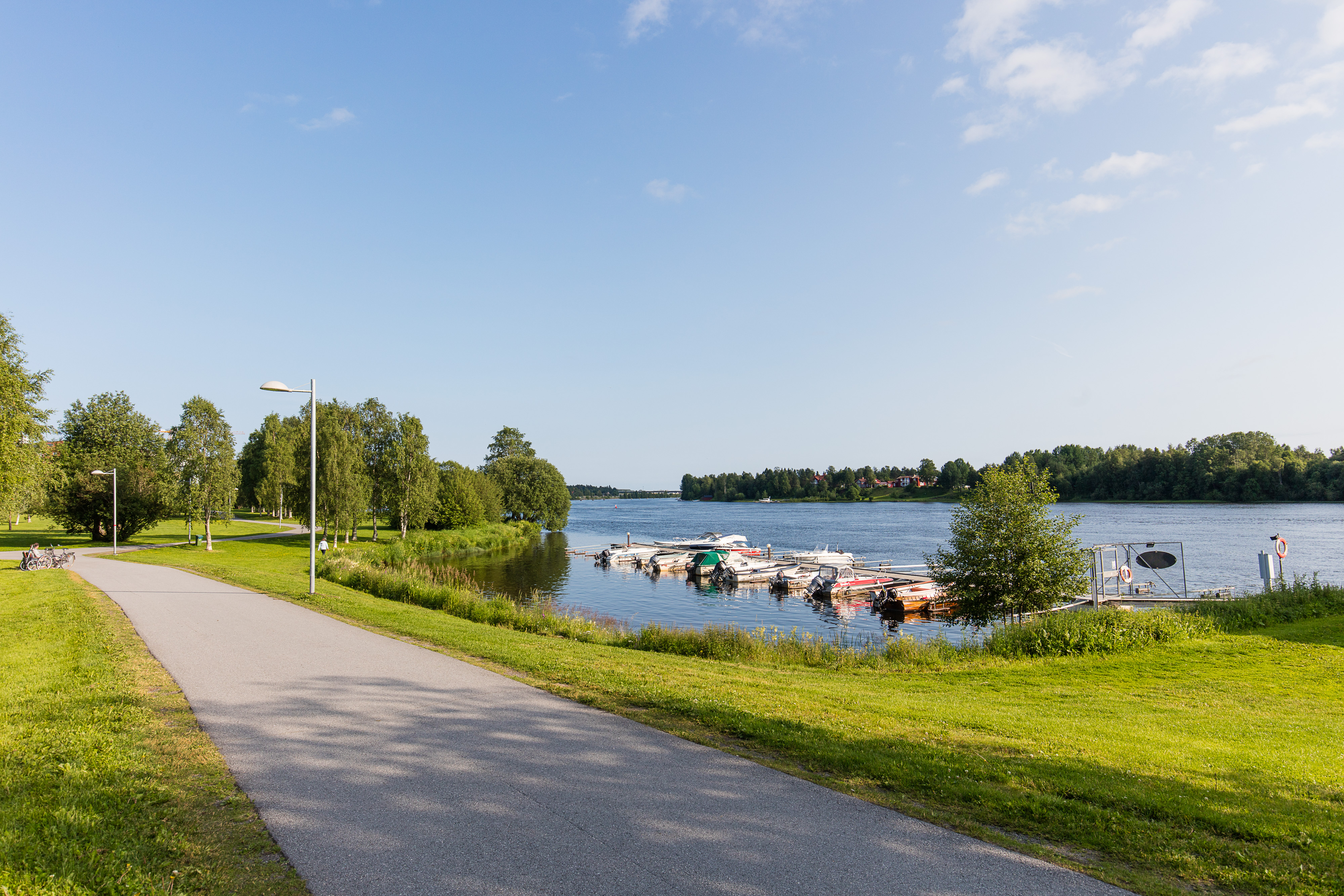
Öbacka småbåtshamn.